# 革叶耳蕨
革叶耳蕨（学名：Polystichum neolobatum）为鳞毛蕨科耳蕨属下的一个种。

## 扩展阅读
- 維基物種上的相關：革叶耳蕨